# Briglevics Károly
Briglevics Károly István (Nemesapáti, 1878. október 14. – Zalaegerszeg, 1957. június 28.) Zala vármegye kormánybiztos főispánja a Károlyi-kormány alatt, ügyvéd, politikus.

## Élete
Egy Vas vármegyei nemesi családban született Nemesapátiban, Zala vármegyében. Szülei Briglevics Károly (1839-1921), földbirtokos és Peszlen Mária (1850-1920) voltak. Anyai nagyszülei Peszlen István és Gotthardt Róza (1826-1906). Az apai ági felmenője Briglevics János 1624. július 10-én szerzett címeres nemeslevelet II. Ferdinánd magyar királytól. Briglevics Károly leánytestvérei: Briglevics Matild (1881-1900), Briglevics Gizella (1871-1904), Briglevics Emilia (1873-1904), valamint Briglevics Krisztina kisasszonyok. Fivérei: Briglevics Károly és Briglevics Kálmán.
Középiskolai tanulmányait először Zalaegerszegen, később Kőszegen és Veszprémben végezte. Az egyetemi tanulmányait Budapesten és Kolozsváron folytatta és végezte. Diplomája megszerzése után, Zala vármegye szolgálatába lépett: 1905-ben a főispán tiszteletbeli aljegyzővé nevezte ki. 1905 és 1909 között árvaszéki jegyző lett, és 1909 és 1918 között pedig árvaszéki ülnök. Ez idő alatt, 1917-ben, a Közélelmezési Minisztériumból Temesvárra küldték közélelmezési kormánybiztosnak. 1918-ban a Károlyi-kormány Zala megye kormánybiztos főispánjává nevezte ki, majd 1919-ben ünnepi nagygyűlésen átadta a hatalmat a forradalom vezetőinek. A Tanács Köztársaság bukása után, 1919 és 1945 között Zalaegerszegen dolgozott ügyvédként, és egyben Zala vármegye törvényhatósági bizottságának is tagja volt. Az 1922-es nemzetgyűlési választásokon országgyűlési képviselővé jelöltette magát boldogfai dr. Farkas Tiborral és Friedrich Istvánnal szemben, azonban veszített. A szovjet megszállás után, 1945. április 2-től május 31-ig, újra főispáni tisztséget töltött be a kormány által kinevezett, B. Molnár József megérkezéséig.

## Házassága és leszármazottjai
1908. augusztus 1.-én Zalaegerszegen feleségül vette a nemesi származású kiszellői és nemesvarböki Csesznák Anna Ludovika Mária Cecília (Zalaegerszeg, 1885. november 22.–Zalaegerszeg, 1975. december 14.) kisasszonyt, akinek a szülei kiszellői és nemesvarböki Csesznak Sándor (1847-1896), árvaszéki elnök és niczkilaki és ondódi Laky Amália (1839-1928) voltak. A menyasszonynak az apai nagyszülei nemes Csesznák János (1810-1901), Zala vármegye alispánja 1862. július 8.-a és 1863. február 28.-a között, földbirtokos és felsőeőri Fábián Terézia (1822-1880) voltak; az anyai nagyszülei miczkilaki és ónodi Laky József (1790-1857), földbirtokos és makkoshetyei Hettyey Ludovika (1818-1895) voltak. Briglevics Károly és Csesznák Anna házasságából született:
- Briglevics István (Zalaegerszeg, 1911. április 8.−†?), zalai aljegyző, akinek a neje felsőpataki Bosnyák Klára Olga (Misefa, 1923. október 12.−†?).[12]